# Neptis natana
Neptis natana är en fjärilsart som beskrevs av Hans Fruhstorfer 1899. Neptis natana ingår i släktet Neptis och familjen praktfjärilar. Inga underarter finns listade i Catalogue of Life.